# Ulaski (Łódź)
Pour les articles homonymes, voir Ulaski.
Ulaski est une localité polonaise de la gmina de Kowiesy, située dans le powiat de Skierniewice en voïvodie de Łódź.